# Nate Jones
Nate Jones (n. 18 august 1972, Chicago, Illinois, SUA) este un boxer ce a reprezentat Statele Unite ale Americii, medaliat olimpic. A participat la o ediție a Jocurilor Olimpice (1996) în care a câștigat o medalie de bronz.

## Participări
Lista de mai jos prezintă principalele competiții la care a participat Nate Jones de-a lungul carierei.
- boxing at the 1996 Summer Olympics – heavyweight[*]